# SK 33, Enköping
SK 33, Enköping, Schackklubben 33, var en schackklubb som grundades 1933 i Enköping och var medlem i Sveriges Schackförbund. Schackklubben var som störst under 1950-talet med många arbetare från Enköpings verkstadsindustrier som medlemsunderlag, ofta anställda hos Bahco. På 2010-talet hade klubben sin verksamhet förlagd till Örsundsbro, c:a 2 mil nordost om Enköping, och var en utpräglad ungdomsorganisation. Klubben lades ner 2021.
Spelare från SK 33 vann 2007 nordiska mästerskapen i lag-schack, tävlande för Örsundsbroskolan, och placerade sig 2008 på andra plats. Carl Eidnert, vinnare av Skol-SM 2004, 2005 & 2006, och Mathias Bjerkliden, 2:a i Skol-SM 2005, 2006 & 2008, spelar båda för SK 33. I seriesystemet har SK 33 som bäst spelat i division 3. 
Framgångsrika spelare med SK 33 som sin moderklubb var bl.a. IM Thomas Engqvist, Fredrik Andersson och Peter Fransson. Klubbens starka position inom ungdomsschacket och dess verksamhet i Örsundsbro var till stor del ett resultat av insatser genomförda av Anders Yngve Lundquist (född 1953).